# Liste der Kulturdenkmale in Laubegast
Die Liste der Kulturdenkmale in Laubegast umfasst die Kulturdenkmale der Dresdner Gemarkung Laubegast. Teile der Gemarkung, insbesondere das Laubegaster Ufer und dessen unmittelbares Hinterland um Altlaubegast, bilden das Denkmalschutzgebiet Historischer Dorfkern Laubegast (in Kraft gesetzt am 28. Januar 2000).
Die Anmerkungen sind zu beachten.
Diese Liste ist eine Teilliste der Liste der Kulturdenkmale in Dresden. 

Diese Liste ist eine Teilliste der Liste der Kulturdenkmale in Sachsen.

## Legende
- Bild: Bild des Kulturdenkmals, ggf. zusätzlich mit einem Link zu weiteren Fotos des Kulturdenkmals im Medienarchiv Wikimedia Commons. Wenn man auf das Kamerasymbol klickt, können Fotos zu Kulturdenkmalen aus dieser Liste hochgeladen werden:
- Bezeichnung: Denkmalgeschützte Objekte und ggf. Bauwerksname des Kulturdenkmals
- Lage: Straßenname und Hausnummer oder Flurstücknummer des Kulturdenkmals. Die Grundsortierung der Liste erfolgt nach dieser Adresse. Der Link (Karte) führt zu verschiedenen Kartendiensten mit der Position des Kulturdenkmals. Fehlt dieser Link, wurden die Koordinaten noch nicht eingetragen. Sind diese bekannt, können sie über ein Tool mit einer Kartenansicht einfach nachgetragen werden. In dieser Kartenansicht sind Kulturdenkmale ohne Koordinaten mit einem roten bzw. orangen Marker dargestellt und können durch Verschieben auf die richtige Position in der Karte mit Koordinaten versehen werden. Kulturdenkmale ohne Bild sind an einem blauen bzw. roten Marker erkennbar.
- Datierung: Baubeginn, Fertigstellung, Datum der Erstnennung oder grobe zeitliche Einordnung entsprechend des Eintrags in der sächsischen Denkmaldatenbank
- Beschreibung: Kurzcharakteristik des Kulturdenkmals entsprechend des Eintrags in der sächsischen Denkmaldatenbank, ggf. ergänzt durch die dort nur selten veröffentlichten Erfassungstexte oder zusätzliche Informationen
- ID: Vom Landesamt für Denkmalpflege Sachsen vergebene, das Kulturdenkmal eindeutig identifizierende Objekt-Nummer. Der Link führt zum PDF-Denkmaldokument des Landesamtes für Denkmalpflege Sachsen. Bei ehemaligen Kulturdenkmalen können die Objektnummern unbekannt sein und deshalb fehlen bzw. die Links von aus der Datenbank entfernten Objektnummern ins Leere führen. Ein ggf. vorhandenes Icon  führt zu den Angaben des Kulturdenkmals bei Wikidata.

## Liste der Kulturdenkmale in Laubegast
| Bild                                    | Bezeichnung | Lage                                                                                              | Datierung | Beschreibung | ID       |
| --------------------------------------- | --- | ------------------------------------------------------------------------------------------------- | --- | --- | -------- |
|                                         | Denkmalschutzgebiet Historischer Dorfkern Laubegast                                                                                                | (Karte)                                                                                           | | geschichtliche, künstlerische, städtebauliche und landschaftsgestalterische Bedeutung Datierung | 09306456 |
| Weitere Bilder                          | Jagdsäule: Stele mit Inschrift | (Karte)                                                                                           | 1779 (Jagdsäule) | eines der ältesten Denkmalobjekte von Laubegast, ortsgeschichtliche Bedeutung, mit Seltenheitswert | 09213583 |
| Direkt Bild zu diesem Denkmal hochladen | Kellergewölbe bzw. Keller mit Tonnengewölbe | Altlaubegast 4 (Karte)                                                                            | bezeichnet 1697 (Kelleranlagen) | Kelleranlage aus Sandsteinmauerwerk, von baugeschichtlicher und ortsgeschichtlicher Bedeutung | 09218294 |
|                                         | Gut der Zwirnwölfe; Zum Gerücht | Altlaubegast 5 (Karte)                                                                            | bezeichnet 1795 (Manufaktur) | Ehemalige Zwirnerei der Familie Wolf mit Gewerbe- bzw. Manufakturgebäude über L-förmigem Grundriss und Nebengebäude; das heute als Kneipe genutzte straßenseitige Manufakturgebäude mit Fachwerkobergeschoss, Durchfahrt und Segmentbogenportal, das Nebengebäude eingeschossig, Zwirnerei baugeschichtlich, ortsgeschichtlich und stadtentwicklungsgeschichtlich bedeutend. Ehemaliges Gut der im Zwirnhandel tätigen Familie Wolf, seit 1992 mit rustikaler Gaststätte „Zum Gerücht“.                                                                                               | 09213112 |
|                                         | Mietshaus in geschlossener Bebauung | Altlaubegast 8 (Karte)                                                                            | um 1900 (Mietshaus) | markanter um 1900 entstandener Wohnbau mit für vorstädtische Verhältnisse aufwändiger Fassade, auch im Inneren zahlreiche Ausstattungsdetails der Entstehungszeit erhalten, spiegelt damalige Auffassung in der Architektur anschaulich wieder und ist somit baugeschichtlich von Bedeutung, dokumentiert Entwicklung vom Bauern- und Fischerdorf zur Vorstadt, demzufolge auch stadtentwicklungsgeschichtlich von Belang | 09218552 |
|                                         | Wohnhaus | Altlaubegast 16 (Karte)                                                                           | um 1800 (Wohnhaus) | kleines, giebelständiges Gebäude mit Fachwerkobergeschoss, eines der letzten Fachwerkgebäude von Laubegast, baugeschichtlich und städtebaulich von Bedeutung | 09218295 |
|                                         | Wohnhaus in halboffener Bebauung | Altlaubegast 17 (Karte)                                                                           | bezeichnet 1816 (Wohnhaus) | charakteristischer Bau aus der Zeit des Biedermeier mit axialer Gliederung und Krüppelwalmdach, vor allem baugeschichtlich bedeutend | 09213114 |
|                                         | Wohnhaus in halboffener Bebauung | Altlaubegast 19 (Karte)                                                                           | um 1835 (Wohnhaus) | charakteristischer Bau aus der Zeit des Biedermeier mit axialer Gliederung und Krüppelwalmdach, vor allem baugeschichtlich bedeutend | 09213162 |
|                                         | Mietshaus mit Ausstattung | Fährstraße 3 (Karte)                                                                              | um 1900 (Mietshaus) | charakteristischer spätgründerzeitlicher Wohnbau klein- bzw. vorstädtischen Formats mit typischer Klinker-Sandstein-Fassade und wirkungsvoll eingesetztem Bauschmuck, Akzentsetzung durch Seitenrisalite mit Turmaufbauten und mittiges Portal, zu großen Teilen authentisch erhalten, baugeschichtlich bedeutend, unter anderem Ofen mit Schmuckkacheln. | 09218296 |
|                                         | Mietshaus in Ecklage und offener Bebauung | Fährstraße 15 (Karte)                                                                             | 1905 (Mietshaus) | repräsentativer dreigeschossiger Putzbau mit aufwändiger Fassadengestaltung, hölzernen Balkonen an abgeschrägter Eckfront, Ecktürmchen, Balkonen und Mansarddach, weitgehend original erhalten, baugeschichtliche Bedeutung | 09218297 |
| Weitere Bilder                          | Denkmal der Caroline Neuber | Fährstraße 15 (bei) (Karte)                                                                       | 1776 (Denkmal), 1952 (Rekonstruktion des 1944 eingeschmolzenen Bronzedenkmals)                                                                    | Denkmal mit Schutzgitter; aus Sockel mit imitierten steinernen Formen, hochrechteckigem Mittelstück einschl. Reliefs, darunter Bildnismedaillon, sowie verziertem Aufsatz, Material Sandstein und Bronze, künstlerisch und personengeschichtlich bedeutend. Von Kunstfreunden für Caroline Neuber (1697–1760) gestiftet, nach Entwürfen von Friedrich August Krubsacius durch Johann Christian Feige den Jüngeren gestaltet, 1852 anlässlich der Umbettung ihres Grabes erneuert, seit 1897 mit Bronzemedaillon, 1994 komplett saniert.                                               | 09213130 |
|                                         | Fährgut (ehem.) | Fährstraße 20 (Karte)                                                                             | bezeichnet 1733 (Wohnhaus), bezeichnet 1711 (Nebengebäude)                                                                                        | Wohnhaus, Nebengebäude und Einfriedung des ehemaligen Fährgutes; Wohnhaus im Obergeschoss und Giebel mit Sichtfachwerk, großes Krüppelwalmdach, massives verputztes Nebengebäude, heute Nutzung als Gasthaus, baugeschichtlich und ortsgeschichtlich von Bedeutung. Ehem. Fährgut. Wohnhaus mit Nebengebäude, das zweigeschossige, giebelständige Wohnhaus mit schönem Fachwerkobergeschoss und großem Krüppelwalmdach von 1733, das Nebengebäude von 1711. | 09213129 |
| Weitere Bilder                          | Sachgesamtheit Villacher Siedlung mit mehreren Einzeldenkmalen                                                                                     | Gmünder Straße 1; 2; 3; 4; 5; 6; 7; 8 (Karte)                                                     | 1926–1928 (Siedlung) | Sachgesamtheit Villacher Siedlung mit zahlreichen Einzeldenkmalen; von der Siedlungsgesellschaft Dresden Stadt und Land G.m.b.H. errichtete Anlage, gehört zu den architekturgeschichtlich, baukünstlerisch und städtebaulich bedeutsamsten Siedlungen der Stadt, in ihrer Form zudem singulär. Erbaut von Umlauf & Wolf, mit expressionistischen Stilelementen von Hans Tröger (1894–1963), von 1994 bis 1997 saniert. | 09305740 |
|                                         | Einzeldenkmal der Sachgesamtheit Villacher Siedlung: Häuserzeile (Einzeldenkmal zu ID-Nr. 09305740)                                                | Gmünder Straße 1; 3; 5; 7 (Karte)                                                                 | 1926–1928 (Mehrfamilienwohnhaus) | von der Siedlungsgesellschaft Dresden Stadt und Land G.m.b.H. errichtet, als Teil einer der bemerkenswertesten Dresdner Siedlungen aus der Zeit um 1920 und markantes architektonisches Zeugnis seiner Zeit, baugeschichtlich, künstlerisch und städtebaulich bedeutend | 09213160 |
|                                         | Einzeldenkmal der Sachgesamtheit Villacher Siedlung: Häuserzeile (Einzeldenkmal zu ID-Nr. 09305740)                                                | Gmünder Straße 2; 4; 6; 8 (Karte)                                                                 | 1926–1928 (Mehrfamilienwohnhaus) | von der Siedlungsgesellschaft Dresden Stadt und Land G.m.b.H. errichtet, als Teil einer der bemerkenswertesten Dresdner Siedlungen aus der Zeit um 1920 und markantes architektonisches Zeugnis seiner Zeit, baugeschichtlich, künstlerisch und städtebaulich bedeutend | 09218298 |
|                                         | Einzeldenkmal der Sachgesamtheit Villacher Siedlung: Häuserzeile (Einzeldenkmal zu ID-Nr. 09305740)                                                | Großglocknerstraße 1; 3; 5 (Karte)                                                                | 1926–1928 (Mehrfamilienwohnhaus) | von der Siedlungsgesellschaft Dresden Stadt und Land G.m.b.H. errichtet, als Teil einer der bemerkenswertesten Dresdner Siedlungen aus der Zeit um 1920 und markantes architektonisches Zeugnis seiner Zeit, baugeschichtlich, künstlerisch und städtebaulich bedeutend | 09218299 |
|                                         | Einzeldenkmal der Sachgesamtheit Villacher Siedlung: Häuserzeile (Einzeldenkmal zu ID-Nr. 09305740)                                                | Großglocknerstraße 7; 9; 11; 13 (Karte)                                                           | 1926–1928 (Mehrfamilienwohnhaus) | von der Siedlungsgesellschaft Dresden Stadt und Land G.m.b.H. errichtet, als Teil einer der bemerkenswertesten Dresdner Siedlungen aus der Zeit um 1920 und markantes architektonisches Zeugnis seiner Zeit, baugeschichtlich, künstlerisch und städtebaulich bedeutend | 09218300 |
|                                         | Einzeldenkmal der Sachgesamtheit Villacher Siedlung: Wohnhaus (Einzeldenkmal zu ID-Nr. 09305740)                                                   | Großglocknerstraße 15 (Karte)                                                                     | 1926–1928 (Mehrfamilienwohnhaus) | von der Siedlungsgesellschaft Dresden Stadt und Land G.m.b.H. errichtet, als Teil einer der bemerkenswertesten Dresdner Siedlungen aus der Zeit um 1920 und markantes architektonisches Zeugnis seiner Zeit, baugeschichtlich, künstlerisch und städtebaulich bedeutend | 09218301 |
|                                         | Mietshaus in offener Bebauung in Ecklage, mit Einfriedung                                                                                          | Gustav-Hartmann-Straße 1 (Karte)                                                                  | um 1900 (Mietshaus) | dreigeschossiger Baukörper mit symmetrischer Fassadengliederung, Klinker mit Akzentuierung durch vertikale und horizontale Putzbänder, profiliertes Gesims über Erdgeschoss, dieses mit Rustizierung, im 1. Obergeschoss Fensterbedachungen, überwiegend authentisches äußeres Erscheinungsbild, baugeschichtliche Bedeutung | 09213143 |
|                                         | Mietshaus in offener Bebauung und in Ecklage | Gustav-Hartmann-Straße 16 (Karte)                                                                 | 1898 (Mietshaus) | dreigeschossiger Baukörper mit Aufbau über abgeschrägter Ecke, gelber Klinker mit roten Klinkerbändern zur horizontalen Akzentuierung der Fassade, umlaufendes Gesims über Erdgeschoss und breites Putzband unter der Traufe, besondere Betonung des 1. Obergeschosses durch aufwändige Fensterrahmung und Putzspiegel, weitgehend unverändert und von baugeschichtlichem Wert | 09213141 |
|                                         | Wohnanlage aus zwei gleichgestalteten Gebäuden und Einfriedung                                                                                     | Gustav-Hartmann-Straße 18; 20 (Karte)                                                             | um 1930 (Wohnhaus) | charakteristisches und ursprünglich erhaltenes Beispiel der Kleinwohnungs- und Siedlungsarchitektur der 1920er und frühen 1930er Jahre, traditionelle Geschossbauten mit Walmdächern, belebt durch expressionistische Gestaltungselemente wie dreieckige Gaupen und Fenstersprossungen, Bänder und Rahmungen aus roten Ziegeln sowie kantige Türeinfassungen, Einfriedung bildet gestalterische Einheit mit den beiden Gebäuden, architekturgeschichtlicher Zeugniswert | 09210013 |
|                                         | Mietshaus in offener Bebauung | Hermann-Seidel-Straße 6 (Karte)                                                                   | um 1900 (Mietshaus) | repräsentativer zweigeschossiger Baukörper mit Sockel und ausgebautem Mansarddach mit weitem Dachüberstand, Betonung der symmetrischen Fassade durch hochgezogene Mitte mit Dreiecksgiebel mit Zierfachwerk, seitlich hölzerne, überdachte Balkone, zu großen Teilen authentisch erhalten, daher von baugeschichtlicher Bedeutung | 09213172 |
|                                         | Mietshaus in halboffener Bebauung und Ecklage (in Wohnanlage integriert), mit Einfriedung                                                          | Hermann-Seidel-Straße 15 (Karte)                                                                  | um 1900 (Mietshaus) | dreigeschossiger Klinkerbau mit abgeschrägter Ecke und vertikalen Fassadenbetonungen durch glatte Putzbänder, im Erdgeschoss korbbogig überfangene Doppelfenster, an den Obergeschossen Balkone und Fensterbedachungen, baugeschichtliche und städtebauliche Bedeutung | 09213111 |
|                                         | Sachgesamtheit Wohnanlage Kirchplatz, mit mehreren Einzeldenkmalen                                                                                 | Hermann-Seidel-Straße 16; 17; 18 (Karte)                                                          | 1925–1930 (Wohnanlage) | Sachgesamtheit Wohnanlage Kirchplatz, mit mehreren Einzeldenkmalen; Anlage von baugeschichtlicher, städtebaulicher und wohl auch künstlerischer Bedeutung. | 09213110 |
|                                         | Einzeldenkmal der Sachgesamtheit Kirchplatz: konkave Häuserzeile (Kirchplatz 2–6 und Hermann-Seidel-Straße 16) (Einzeldenkmal zu ID-Nr. 09213110)  | Hermann-Seidel-Straße 16 (Karte)                                                                  | 1925–1930 (Häuserzeile) | errichtet von der ehem. GAGFAH (Gemeinnützige AG für Angestellten-Heimstätten), als charakteristisches Beispiel des Kleinwohnungs- und Siedlungsbaus um 1925 sowie als Teil einer Wohnanlage, wie sie während der Weimarer Republik und danach zahlreich an den Rändern der Stadt und in den Vororten entstanden, baugeschichtlich, sozialgeschichtlich, stadtentwicklungsgeschichtlich und wohl auch künstlerisch bedeutend | 09218306 |
|                                         | Einzeldenkmal der Sachgesamtheit Kirchplatz: konkave Häuserzeile (Kirchplatz 1–15 und Hermann-Seidel-Straße 17) (Einzeldenkmal zu ID-Nr. 09213110) | Hermann-Seidel-Straße 17 (Karte)                                                                  | 1925–1930 (Häuserzeile) | errichtet von der ehem. GAGFAH (Gemeinnützige AG für Angestellten-Heimstätten), als charakteristisches Beispiel des Kleinwohnungs- und Siedlungsbaus um 1925 sowie als Teil einer Wohnanlage, wie sie während der Weimarer Republik und danach zahlreich an den Rändern der Stadt und in den Vororten entstanden, baugeschichtlich, sozialgeschichtlich, stadtentwicklungsgeschichtlich und wohl auch künstlerisch bedeutend | 09213109 |
|                                         | Einzeldenkmal der Sachgesamtheit Kirchplatz: konkave Häuserzeile (Kirchplatz 8–10 und Hermann-Seidel-Straße 18) (Einzeldenkmal zu ID-Nr. 09213110) | Hermann-Seidel-Straße 18 (Karte)                                                                  | 1925–1930 (Häuserzeile) | errichtet von der ehem. GAGFAH (Gemeinnützige AG für Angestellten-Heimstätten), als charakteristisches Beispiel des Kleinwohnungs- und Siedlungsbaus um 1925 sowie als Teil einer Wohnanlage, wie sie während der Weimarer Republik und danach zahlreich an den Rändern der Stadt und in den Vororten entstanden, baugeschichtlich, sozialgeschichtlich, stadtentwicklungsgeschichtlich und wohl auch künstlerisch bedeutend | 09218307 |
|                                         | Bismarck-Hotel (ehem.): Ehemaliges Hotelgebäude mit seitlicher Toranlage                                                                           | Hermannstädter Straße 1 (Karte)                                                                   | 1904 (Hotel) | Kopfbau, historisierendes Gebäude mit aufwändig gestalteter Klinker-Sandstein-Fassade, heute als Wohnhaus genutzt, baugeschichtlich und ortsgeschichtlich bedeutend | 09213144 |
|                                         | Kleinwohnungsgruppe: Wohnanlage | Hermannstädter Straße 7; 9; 11; 13; 15 (Karte)                                                    | 1912 (Wohnanlage) | errichtet durch Spar- und Bauverein Laubegast, dreiflüglige Anlage aus zweigeschossigen massiven Baukörpern mit ausgebauten Mansarddächern und Treppenhausvorbauten im Innenhof, baugeschichtliche und ortsgeschichtliche Bedeutung | 09213148 |
|                                         | Mietshaus mit Einfriedung in offener Bebauung | Hermannstädter Straße 14 (Karte)                                                                  | 2. Hälfte 19. Jh. (Mietshaus) | weitgehend unverändertes äußeres Erscheinungsbild, schlichter dreigeschossiger massiver Baukörper mit Sockel, rustiziertem Erdgeschoss und straßenseitig leicht vorgezogener Mittelachse mit dreieckigem Dachaufbau, baugeschichtlicher Wert | 09213147 |
|                                         | Villa Hoffnung | Hermannstädter Straße 16 (Karte)                                                                  | bezeichnet 1897 (Mietvilla) | Mietvilla und Einfriedung; dreigeschossiger gelber Klinkerbau mit Dekorationen aus roten Zierklinkern, straßenseitig Mittelrisalit mit betonendem Dreiecksgiebel (Inschrift 1891 Villa Hoffnung), baugeschichtliche Bedeutung | 09213146 |
|                                         | Wohnanlage | Hermannstädter Straße 17; 19; 21 (Karte)                                                          | 1919 (Wohnanlage) | errichtet durch Spar- und Bauverein Laubegast (siehe auch Hermannstädter Straße 23–27), Anlage aus zweigeschossigen massiven Baukörpern mit ausgebauten Mansarddächern und akzentuierenden Treppenhausvorbauten, baugeschichtliche und ortsgeschichtliche Bedeutung | 09218321 |
|                                         | Mietvilla in Ecklage mit Einfriedung | Hermannstädter Straße 18 (Karte)                                                                  | um 1895 (Mietvilla) | zweigeschossiger Putzbau mit turmbekrönter abgeschrägter Ecke mit Treppenaufgang (ehemaliger Laden) und zwei den Turmhelm flankierenden Dreiecksgiebeln, Mansarddach, horizontale Fassadenbetonungen durch profilierte Gesimse und Fensterbedachungen und rundbogige Erdgeschossfenstern, baugeschichtlich von Bedeutung | 09213145 |
|                                         | Wohnanlage | Hermannstädter Straße 23; 25; 27 (Karte)                                                          | 1919 (Wohnanlage) | errichtet durch Spar- und Bauverein Laubegast (siehe Hermannstädter Straße 17–21), Anlage aus zweigeschossigen massiven Baukörpern mit ausgebauten Mansarddächern und akzentuierenden Treppenhausvorbauten, baugeschichtliche und ortsgeschichtliche Bedeutung | 09218322 |
|                                         | Mietshaus in halboffener Bebauung | Iglauer Straße 4 (Karte)                                                                          | um 1912 (Mietshaus) | zeittypischer massiver Bau mit asymmetrischer Fassade, Balkonen, Erker mit Zierfachwerk und Dachaufbau im Satteldach, baugeschichtliche und straßenbildprägende Bedeutung | 09213195 |
|                                         | Mietshaus mit Einfriedung in geschlossener Bebauung                                                                                                | Iglauer Straße 6 (Karte)                                                                          | um 1912 (Mietshaus) | originale Flur- und Treppenhausausstattung mit Ausmalung bzw. Dekorationsmalerei (Schablonierungen) sowie gestalterischen Details wie z. B. Treppengeländer und Farbglasfenstern, baugeschichtliche und straßenbildprägende Bedeutung | 09213196 |
|                                         | Mietshaus mit Einfriedung in geschlossener Bebauung                                                                                                | Iglauer Straße 10 (Karte)                                                                         | um 1912 (Mietshaus) | zeittypischer massiver Bau mit asymmetrischer Fassade mit Zierfachwerk, seitlichem Balkon und betontem Eingangsbereich, baugeschichtlich und straßenbildprägend von Bedeutung | 09213198 |
|                                         | Villa Marienhof | Iglauer Straße 17 (Karte)                                                                         | 1893–1894, bezeichnet 1894 (Villa) | Villa mit Resten des Gartens, Einfriedung als Stütz- oder Böschungsmauer; markanter historisierender Bau mit reich gestalteter Klinkerfassade, dominiert von Eckturm, übergiebeltem Risalit und Galerie im zweiten Obergeschoss, bemerkenswerte Flur- und Treppenhausausstattung (mit Malerei als Dekorationsmalerei), baugeschichtlich und ortsgeschichtlich sowie künstlerisch bedeutend, mit Ortsansicht von Laubegast wohl auch städtebaulich von Belang. | 09213137 |
|                                         | Wohnhaus und Anbau eines Zweiseithofes (Hakenhof)                                                                                                  | Iglauer Straße 18 (Karte)                                                                         | 19. Jh. (Wohnhaus) | schlichte zweigeschossige Massivbauten mit steilen Satteldächern, weitgehend authentisch erhalten, daher von bauhistorischem und ortsgeschichtlichem Wert | 09213113 |
| Direkt Bild zu diesem Denkmal hochladen | Sachgesamtheit Kleinwohnungskolonie Laubegast mit zahlreichen Einzeldenkmalen                                                                      | Kärntner Weg 1; 2; 3; 4; 5; 6; 7; 8; 9; 10; 11; 12; 13; 14; 15; 16; 17; 19; 21; 22 23; 24 (Karte) | 1924–1927 (Siedlung) | Sachgesamtheit Kleinwohnungskolonie Laubegast mit mehreren Einzeldenkmalen; Siedlung des ehemaligen Bau- und Sparvereins, vor allem baugeschichtlich und stadtentwicklungsgeschichtlich bedeutend. | 09305855 |
|                                         | Einzeldenkmal der Sachgesamtheit Kleinwohnungskolonie Laubegast: Reihenhausgruppe (Einzeldenkmal zu ID-Nr. 09305855)                               | Kärntner Weg 1; 3; 5; 7; 9; 11 (Karte)                                                            | 1926 (Reihenhaus) | Teil einer Siedlung des ehem. Bau- und Sparvereins, als charakteristisches Beispiel des Kleinwohnungs- und Siedlungsbaus um 1925 sowie als Teil einer Siedlungsanlage, wie sie während der Weimarer Republik und danach zahlreich an den Rändern der Stadt und in den Vororten entstanden, baugeschichtlich, sozialgeschichtlich und stadtentwicklungsgeschichtlich bedeutend | 09213199 |
|                                         | Einzeldenkmal der Sachgesamtheit Kleinwohnungskolonie Laubegast: Reihenhausgruppe (Einzeldenkmal zu ID-Nr. 09305855)                               | Kärntner Weg 2; 4; 6; 8; 10; 12 (Karte)                                                           | 1925 (Reihenhaus) | Teil einer Siedlung des ehem. Bau- und Sparvereins, als charakteristisches Beispiel des Kleinwohnungs- und Siedlungsbaus um 1925 sowie als Teil einer Siedlungsanlage, wie sie während der Weimarer Republik und danach zahlreich an den Rändern der Stadt und in den Vororten entstanden, baugeschichtlich, sozialgeschichtlich und stadtentwicklungsgeschichtlich bedeutend | 09218305 |
|                                         | Einzeldenkmal der Sachgesamtheit Kleinwohnungskolonie Laubegast: Häuserzeile (Einzeldenkmal zu ID-Nr. 09305855)                                    | Kärntner Weg 13; 15; 17; 19; 21; 23 (Karte)                                                       | 1926 (Häuserzeile) | Teil einer Siedlung des ehem. Bau- und Sparvereins, als charakteristisches Beispiel des Kleinwohnungs- und Siedlungsbaus um 1925 sowie als Teil einer Siedlungsanlage, wie sie während der Weimarer Republik und danach zahlreich an den Rändern der Stadt und in den Vororten entstanden, baugeschichtlich, sozialgeschichtlich und stadtentwicklungsgeschichtlich bedeutend | 09218303 |
|                                         | Einzeldenkmal der Sachgesamtheit Kleinwohnungskolonie Laubegast: Häuserzeile (Einzeldenkmal zu ID-Nr. 09305855)                                    | Kärntner Weg 14; 16; 18; 20; 22; 24 (Karte)                                                       | 1925 (Häuserzeile) | Teil einer Siedlung des ehem. Bau- und Sparvereins, als charakteristisches Beispiel des Kleinwohnungs- und Siedlungsbaus um 1925 sowie als Teil einer Siedlungsanlage, wie sie während der Weimarer Republik und danach zahlreich an den Rändern der Stadt und in den Vororten entstanden, baugeschichtlich, sozialgeschichtlich und stadtentwicklungsgeschichtlich bedeutend | 09218304 |
| Weitere Bilder                          | Kriegerdenkmal für die Gefallenen des Ersten Weltkrieges                                                                                           | Kirchplatz (Karte)                                                                                | um 1925 (Kriegerdenkmal) | von Pfeilern getragener Ring, an den Pfeilern Tafeln mit den Namen der Gefallenen der Gemeinde Laubegast, expressionistische Gestaltung, künstlerisch und ortsgeschichtlich bedeutend | 09218357 |
|                                         | Einzeldenkmal der Sachgesamtheit Kirchplatz: konkave Häuserzeile (Kirchplatz 1–15 und Hermann-Seidel-Straße 17) (Einzeldenkmal zu ID-Nr. 09213110) | Kirchplatz 1; 3; 5; 7; 9; 11; 13; 15 (Karte)                                                      | 1925–1930 (Häuserzeile) | errichtet von der ehem. GAGFAH (Gemeinnützige AG für Angestellten-Heimstätten), als charakteristisches Beispiel des Kleinwohnungs- und Siedlungsbaus um 1925 sowie als Teil einer Wohnanlage, wie sie während der Weimarer Republik und danach zahlreich an den Rändern der Stadt und in den Vororten entstanden, baugeschichtlich, sozialgeschichtlich, stadtentwicklungsgeschichtlich und wohl auch künstlerisch bedeutend | 09213109 |
|                                         | Einzeldenkmal der Sachgesamtheit Kirchplatz: konkave Häuserzeile (Kirchplatz 2–6 und Hermann-Seidel-Straße 16) (Einzeldenkmal zu ID-Nr. 09213110)  | Kirchplatz 2; 4; 6 (Karte)                                                                        | 1925–1930 (Häuserzeile) | errichtet von der ehem. GAGFAH (Gemeinnützige AG für Angestellten-Heimstätten), als charakteristisches Beispiel des Kleinwohnungs- und Siedlungsbaus um 1925 sowie als Teil einer Wohnanlage, wie sie während der Weimarer Republik und danach zahlreich an den Rändern der Stadt und in den Vororten entstanden, baugeschichtlich, sozialgeschichtlich, stadtentwicklungsgeschichtlich und wohl auch künstlerisch bedeutend | 09218306 |
|                                         | Einzeldenkmal der Sachgesamtheit Kirchplatz: konkave Häuserzeile (Kirchplatz 8–10 und Hermann-Seidel-Straße 18) (Einzeldenkmal zu ID-Nr. 09213110) | Kirchplatz 8; 10; 12 (Karte)                                                                      | 1925–1930 (Häuserzeile) | errichtet von der ehem. GAGFAH (Gemeinnützige AG für Angestellten-Heimstätten), als charakteristisches Beispiel des Kleinwohnungs- und Siedlungsbaus um 1925 sowie als Teil einer Wohnanlage, wie sie während der Weimarer Republik und danach zahlreich an den Rändern der Stadt und in den Vororten entstanden, baugeschichtlich, sozialgeschichtlich, stadtentwicklungsgeschichtlich und wohl auch künstlerisch bedeutend | 09218307 |
|                                         | Villa mit Gartengrundstück und Einfriedung | Klagenfurter Straße 60 (Karte)                                                                    | 1895 (Villa) | schlichter zweigeschossiger Bau mit Mansarddach, seitlichem Dreiecksgiebel und repräsentativem rückwärtigem Eingang mit Bleiglasfenster im Treppenhaus, baugeschichtlicher Wert | 09213155 |
|                                         | Wohnhaus mit Anbau in offener Bebauung | Klausenburger Straße 1 (Karte)                                                                    | 19. Jh. (Wohnhaus) | schlichter zweigeschossiger Bau mit Mittelbetonung der Fassade durch Balkon und hochgezogene Mitte, Sandstein-Fenstergewände, baugeschichtlicher Wert | 09213122 |
|                                         | Einzeldenkmal der Sachgesamtheit Villacher Siedlung: Doppelhaus (Einzeldenkmal zu ID-Nr. 09305740)                                                 | Krainer Straße 1; 3 (Karte)                                                                       | 1926–1928 (Doppelwohnhaus) | von der Siedlungsgesellschaft Dresden Stadt und Land G.m.b.H. errichtet, als Teil einer der bemerkenswertesten Dresdner Siedlungen aus der Zeit um 1920 und markantes architektonisches Zeugnis seiner Zeit, baugeschichtlich, künstlerisch und städtebaulich bedeutend | 09213159 |
|                                         | Einzeldenkmal der Sachgesamtheit Villacher Siedlung: Doppelhaus (Einzeldenkmal zu ID-Nr. 09305740)                                                 | Krainer Straße 2; 4 (Karte)                                                                       | 1926–1928 (Doppelwohnhaus) | von der Siedlungsgesellschaft Dresden Stadt und Land G.m.b.H. errichtet, als Teil einer der bemerkenswertesten Dresdner Siedlungen aus der Zeit um 1920 und markantes architektonisches Zeugnis seiner Zeit, baugeschichtlich, künstlerisch und städtebaulich bedeutend | 09218310 |
|                                         | Einzeldenkmal der Sachgesamtheit Villacher Siedlung: Häuserzeile (Einzeldenkmal zu ID-Nr. 09305740)                                                | Krainer Straße 5; 7; 9; 11; 13; 15; 17 (Karte)                                                    | 1926–1928 (Häuserzeile) | von der Siedlungsgesellschaft Dresden Stadt und Land G.m.b.H. errichtet, als Teil einer der bemerkenswertesten Dresdner Siedlungen aus der Zeit um 1920 und markantes architektonisches Zeugnis seiner Zeit, baugeschichtlich, künstlerisch und städtebaulich bedeutend | 09218308 |
|                                         | Einzeldenkmal der Sachgesamtheit Villacher Siedlung: Doppelwohnhaus (Einzeldenkmal zu ID-Nr. 09305740)                                             | Krainer Straße 6; 8 (Karte)                                                                       | 1926–1928 (Doppelwohnhaus) | von der Siedlungsgesellschaft Dresden Stadt und Land G.m.b.H. errichtet, als Teil einer der bemerkenswertesten Dresdner Siedlungen aus der Zeit um 1920 und markantes architektonisches Zeugnis seiner Zeit, baugeschichtlich, künstlerisch und städtebaulich bedeutend | 09218311 |
|                                         | Einzeldenkmal der Sachgesamtheit Villacher Siedlung: Doppelwohnhaus (Einzeldenkmal zu ID-Nr. 09305740)                                             | Krainer Straße 19; 21 (Karte)                                                                     | 1926–1928 (Doppelwohnhaus) | von der Siedlungsgesellschaft Dresden Stadt und Land G.m.b.H. errichtet, als Teil einer der bemerkenswertesten Dresdner Siedlungen aus der Zeit um 1920 und markantes architektonisches Zeugnis seiner Zeit, baugeschichtlich, künstlerisch und städtebaulich bedeutend | 09218309 |
|                                         | Mietshaus in offener Bebauung und Ecklage | Kronstädter Platz 1 (Karte)                                                                       | 1899 (Mietshaus) | stattlicher breitgelagerter Bau mit polygonaler Eckausbildung mit Turmhaube und seitlichen Staffelgiebeln, ansonsten Walmdach, Klinkerfassade mit Sandsteinelementen, besonderer Schmuck durch dekorative Spiegel unter den Fenstern des 1. und 2. Obergeschosses, Erdgeschoss mit drei Läden, baugeschichtliche und städtebauliche Bedeutung | 09213142 |
|                                         | Villa Flora | Laibacher Straße 1 (Karte)                                                                        | bezeichnet 1898 (Mietvilla) | Mietvilla; aufwändiger historisierender Bau mit gelber Klinkerfassade mit roten Zierklinkerdekoren, straßenseitigem Erkervorbau und geschweiftem Giebel (in Kartusche bezeichnet Villa Flora 1898), baugeschichtlicher Wert | 09213153 |
|                                         | Gebäude für Maschinensäle und Kontorräume des ehemaligen Gas- und Elektrowerks                                                                     | Laibacher Straße 29 (Karte)                                                                       | um 1907 (Gaswerk) | zeittypischer Putzbau mit Krüppelwalmdach, geprägt von Zierfachwerk und straßenseitigem Erker, baugeschichtlich und ortsgeschichtlich bedeutend | 09217645 |
|                                         | Hochwasserprellpfeiler | Laubegaster Ufer 3 (Karte)                                                                        | 19. Jh. (Hochwasserprellpfeiler) | ortsgeschichtlicher Zeugniswert | 09213136 |
|                                         | Wohnhaus in offener Bebauung | Laubegaster Ufer 7 (Karte)                                                                        | 19. Jh. (Wohnhaus) | Wohnhaus in offener Bebauung (ehem. Fischer- oder Bauernhaus), Einfriedungsmauer einschl. zweier Torpfeiler und Hochwasserprellpfeiler; schlichter zweigeschossiger Bau mit Satteldach und Hochwasserprellpfeiler an Giebelseite, baugeschichtliche Bedeutung | 09213135 |
|                                         | Wohnhaus in offener Bebauung | Laubegaster Ufer 17 (Karte)                                                                       | bezeichnet 1879 (Wohnhaus) | schlichter giebelständiger, zweigeschossiger Bau im Landhausstil, mit Wappenrelief, baugeschichtlich und ortsbildprägend von Bedeutung. Für den sächsischen Hofmarschall von Mangold-Reibold erbaut, Fassade seither mit dessen Doppelwappen, Garten mit ca. 300 Jahre alter, unter Naturschutz stehender Linde. | 09213132 |
|                                         | Wohnhaus in offener Bebauung (ehem. Fischer- oder Bauernhaus)                                                                                      | Laubegaster Ufer 18 (Karte)                                                                       | 19. Jh. (Wohnhaus) | schlichter giebelständiger Bau mit Satteldach, von baugeschichtlichem und ortsbildprägendem Wert | 09213131 |
|                                         | Wohnhaus und Nebengebäude in offener Bebauung | Laubegaster Ufer 21 (Karte)                                                                       | 18./19. Jh. (Wohnhaus), 1892, Obergeschoss (Nebengebäude)                                                                                         | Wohnhaus mit kreuzgratgewölbtem Keller und Fachwerk im Obergeschoss, zweigeschossiges Nebengebäude (Villa Jenny) als hofseitiger Anbau, baugeschichtlich und ortsgeschichtlich interessant | 09218313 |
|                                         | Gasthof Stadt Amsterdam; Volkshaus Laubegast | Laubegaster Ufer 22 (Karte)                                                                       | 1889 (Gasthof) | Gasthof; repräsentativer breitgelagerter Baukörper in Jugendstilformen mit Zierfachwerk und verschiedenen Fensterformaten, traufseitig zum Elbufer gelegen, von baugeschichtlichem, ortsbildprägendem und landschaftsprägendem Wert. Ursprünglich Standort des örtlichen Sterbehauses, mit Gedenktafel für Friederike Caroline Neuber, inzwischen saniert, heute Sitz des Klubs Martin Andersen Nexø. | 09213128 |
|                                         | Villa | Laubegaster Ufer 23 (Karte)                                                                       | bezeichnet 1892 (Villa) | zeittypischer zweigeschossiger Baukörper mit geschweiftem Giebel und seitlichen Erkern mit Turmhauben sowie rustiziertem Sockel, baugeschichtlicher und ortsbildprägender Wert | 09213127 |
|                                         | Ehem. Herrenhaus mit Anbau, Atelierhaus und Seitengebäude                                                                                          | Laubegaster Ufer 25 (Karte)                                                                       | 18. Jh (Herrenhaus) | Herrenhaus (Laubegaster Ufer 25) mit Anbau, Atelierhaus, Seitengebäude (Rudolf-Zwintscher-Straße 8) und Torpfeilern stattliche Anlage aus mehreren Gebäuden mit weitgehend authentischem äußeren Erscheinungsbild, von baugeschichtlichem und ortsbildprägendem Wert. | 09213119 |
|                                         | Wohnhaus und Seitengebäude eines Dreiseithofes | Laubegaster Ufer 28 (Karte)                                                                       | 1. Hälfte 19. Jh. (Wohnhaus) | schlichte zweigeschossige Putzbauten mit Satteldächern und teilweise Sandsteinsockeln und -gewänden, ortsbildprägend und baugeschichtlich bedeutend | 09213120 |
|                                         | Turnhalle (ehem.) mit Ausmalung | Laubegaster Ufer 29 (Karte)                                                                       | 1908–1909 (Malerei) | zeittypisch schlichter und verputzter Ziegelbau, im Innern mittlerweile restaurierte Wandmalereien von Paul Goesch, von künstlerischer und kunstgeschichtlicher Bedeutung Bemalung 2002 bei Bauarbeiten wiederentdeckt | 09302731 |
|                                         | Klub Martin Andersen Nexö (ehem.); Villa Roland | Laubegaster Ufer 30 (Karte)                                                                       | um 1890 (Villa) | Villa; markanter Bau mit skulpturalem Schmuck, innen zum Teil bemerkenswerte Ausstattung, baugeschichtlich, ortsgeschichtlich und stadtentwicklungsgeschichtlich bedeutend. Einst als Fabrikantenvilla erbaut, nach 1945 enteignet, 1962–1998 Klub der Volkssolidarität, auch „Veteranenklub Dresden A 44“ und später „Klub Martin Andersen Nexø“ genannt. | 09213121 |
|                                         | Fährhäuschen mit Pegellatte | Laubegaster Ufer 31 (bei) (Karte)                                                                 | 19. Jh. (Fährhaus) | kleiner eingeschossiger Bau mit Satteldach und drei Fensteröffnungen zur Uferseite, Eingang giebelseitig, dort Messlatte, ortsgeschichtliche und ortsbildprägende Bedeutung | 09218314 |
| Weitere Bilder                          | Hartmannsche Villa | Laubegaster Ufer 33; 34 (Karte)                                                                   | 1874 (Villa), 1874 (ehem. Verwalterhaus) | Villa mit Verwalterhaus, Einfriedung und gestalteter Auffahrt (rückseitig) in großem Gartengrundstück; die einst dazugehörige Mauer mit Toranlagen an der Österreicher Straße (siehe Österreicher Straße 77–85), sehr repräsentativer zweigeschossiger Bau mit symmetrischer Fassade mit Mittelrisalit und Mansarddach, rustizierter Sandsteinsockel, Balkone, Dachaufbau des Risalites mit reichem Sandsteindekor, Konsolgesims unter der Traufe, gesamte Anlage von baugeschichtlicher, sozialgeschichtlicher, künstlerischer, ortsbildprägender und ortsgeschichtlicher Bedeutung. | 09213123 |
|                                         | Hochwasserprellmauer | Laubegaster Ufer 36 (bei) (Karte)                                                                 | 19. Jh. (Hochwasserprellmauer) | ortsbildprägende und baugeschichtliche Bedeutung | 09218554 |
|                                         | Wohnhaus in offener Bebauung (ehem. Fischer- oder Bauernhaus)                                                                                      | Laubegaster Ufer 37 (Karte)                                                                       | 19. Jh. (Wohnhaus) | zweigeschossiger massiver Baukörper mit Krüppelwalmdach, giebelständig, mit einseitiger Abschleppung, baugeschichtlich und ortsbildprägend von Bedeutung | 09213125 |
|                                         | Forsthaus: Gasthaus in offener Bebauung | Leubener Straße 1 (Karte)                                                                         | 1835 (Gasthaus) | zweigeschossiger Bau mit Walmdach, ortsgeschichtliche Bedeutung, urspr. Hegereiterhaus und Sitz des Revierförsters, ab 1836 erste Laubegaster Schule mit Neubau an der Österreicher Straße 46, heute Gaststätte Forsthaus. | 09213179 |
|                                         | Mietshaus in offener Bebauung | Leubener Straße 2 (Karte)                                                                         | 1895 (Mietshaus) | breitgelagerter, dreigeschossiger Bau mit flachem Walmdach und symmetrischer Fassadengliederung, rustiziertes Erdgeschoss mit modernem Ladeneinbau (mittig), Fassade mit leicht vorgezogenen Seitenachsen, zwei Dachhäuschen, weitgehend unverändertes Erscheinungsbild, daher von baugeschichtlicher Bedeutung. | 09218315 |
|                                         | Schule | Leubener Straße 3 (Karte)                                                                         | 2. Hälfte 19. Jh. (Schule) | zweigeschossiges Gebäude mit Walmdach und gleichmäßiger Lochfassade, weitgehend unverändertes Erscheinungsbild, deshalb von baugeschichtlichem und ortsgeschichtlichem Wert. 1896 und 1934 um Anbauten erweitert, ab 1961 64. Volksschule, bis 2003 Grund- und Mittelschule, heute 64. Oberschule „Hans Grundig“. | 09213177 |
|                                         | Doppelmietshaus in offener Bebauung | Leubener Straße 4; 6 (Karte)                                                                      | um 1910 (Doppelmietshaus) | stattlicher dreigeschossiger Baukörper in zeittypischer Architektursprache, symmetrische Fassade mit geschweiften Giebeln und Holzbalkonen, im Erdgeschoss vier Läden mit vorgelegten Treppen, baugeschichtliche und straßenbildprägende Bedeutung | 09213180 |
|                                         | Einzeldenkmal der Sachgesamtheit Kleinwohnungskolonie Laubegast: Häuserzeile (Einzeldenkmal zu ID-Nr. 09305855)                                    | Leubener Straße 8 (Karte)                                                                         | 1927 (Häuserzeile) | Teil einer Siedlung des ehem. Bau- und Sparvereins, als charakteristisches Beispiel des Kleinwohnungs- und Siedlungsbaus um 1925 sowie als Teil einer Siedlungsanlage, wie sie während der Weimarer Republik und danach zahlreich an den Rändern der Stadt und in den Vororten entstanden, baugeschichtlich, sozialgeschichtlich und stadtentwicklungsgeschichtlich bedeutend | 09218332 |
|                                         | Haus Flora | Leubener Straße 25 (Karte)                                                                        | um 1900 (Mietshaus) | Mietshaus in Ecklage; mit Gaststätte, repräsentatives dreigeschossiges Gebäude mit abgeschrägter Ecke und Balkonen sowie hohen geschweiften Giebeln, gelber Klinker mit roten Klinkerzierelementen zur Betonung der Horizontalen, Fensterachsen leicht eingezogen, dadurch auch vertikale Rhythmisierung der Fassade, Erdgeschoss mit flachbogigen Fensteröffnungen, baugeschichtlich und straßenbildprägend von Bedeutung | 09213154 |
|                                         | Villa | Leubener Straße 27 (Karte)                                                                        | um 1890 (Villa) | schlichtes zweigeschossiges Gebäude mit Walmdach und unregelmäßigem Grundriss, straßenseitiger Risalit mit Erker und Balkon, weitgehend unverändert, baugeschichtlicher Wert | 09213157 |
| Weitere Bilder                          | Villa mit Einfriedung | Liehrstraße 3 (Karte)                                                                             | 1875 (Villa) | in zeittypischer Architektursprache (Landhausstil) gestalteter zweigeschossiger Baukörper auf unregelmäßigem Grundriss mit seitlich akzentuierendem Turm, Erdgeschoss rustiziert, hölzerne Veranden, baugeschichtlich und ortsbildprägend von Bedeutung | 09213166 |
|                                         | Villa mit Einfriedung | Liehrstraße 4 (Karte)                                                                             | um 1890 (Villa) | überwiegend unverändert erscheinender zweigeschossiger Klinkerbau mit seitlichen Balkonen und Sandsteinzierelementen, baugeschichtlich und ortsbildprägend von Bedeutung | 09213165 |
|                                         | Schule | Linzer Straße 1 (Karte)                                                                           | um 1905 (Schule) | stattlicher langgestreckter dreigeschossiger Bau mit ausgebautem Mansarddach und Gebäudeteil mit Walmdach und Uhrturm, Straßenfassade mit Tierreliefs in Medaillons über Fenstern des Erdgeschosses, auch im Inneren zu großen Teilen originale Ausstattung erhalten, baugeschichtlich und ortsgeschichtlich sowie straßenbildprägend von Bedeutung. 1896 und 1934 um Anbauten erweitert, ab 1961 64. Volksschule, bis 2003 Grund- und Mittelschule, heute 64. Oberschule „Hans Grundig“.                                                                                             | 09213178 |
|                                         | Mietshaus in geschlossener Bebauung und Ecklage | Neuberinstraße 1 (Karte)                                                                          | um 1912 (Mietshaus) | repräsentativer massiver Bau mit entstehungszeitlicher Formensprache, abgeschrägte Ecke mit zwei prägnanten Dreiecksgiebeln und Erkern, Erdgeschossläden mit großen rundbogigen Schaufenstern, baugeschichtlicher und straßenbildprägender Wert, von Oskar Menzel z. T. im Jugendstil erbaut, im Erdgeschoss langjährig Drogerie. | 09213187 |
|                                         | Mietshaus mit Einfriedung in geschlossener Bebauung                                                                                                | Neuberinstraße 3 (Karte)                                                                          | um 1912 (Mietshaus) | zweigeschossiger Bau mit symmetrischer Schaufassade, betontem Eingangsbereich, großflächigem Mittelgiebel, Balkonen und Sandsteinzierelementen, baugeschichtlicher und straßenbildprägender Wert, von Oskar Menzel z. T. im Jugendstil erbaut. | 09213188 |
|                                         | Mietshaus in geschlossener Bebauung | Neuberinstraße 5 (Karte)                                                                          | um 1912 (Mietshaus) | zweigeschossiger Bau mit ausgebautem Mansarddach, hochgezogener Mitte, rustiziertem Erdgeschoss und akzentuiertem Eingangsbereich, baugeschichtlicher Wert, von Oskar Menzel z. T. im Jugendstil erbaut. | 09213189 |
|                                         | Wohnhaus in offener Bebauung (ehem. Fischer- oder Bauernhaus)                                                                                      | Neuberinstraße 14 (Karte)                                                                         | 19. Jh. (Wohnhaus) | schlichtes, ländlich anmutendes Wohnhaus mit Satteldach und Firstzier, hoher Authentizitätsgrad, deshalb von baugeschichtlicher und ortsbildprägender Bedeutung | 09213133 |
|                                         | Wohnhaus, Nebengebäude, Garten, Toranlage und Einfriedung                                                                                          | Neuberinstraße 15 (Karte)                                                                         | Mitte 19. Jh. (Wohnhaus) | weitgehend authentisch erhaltenes Ensemble aus einzelnen Bauten, Einfriedung und Tor sowie Garten, von architekturhistorischer und ortsbildprägender Bedeutung | 09213134 |
|                                         | Villa mit Einfriedung | Niederpoyritzer Straße 3 (Karte)                                                                  | um 1905 (Villa) | stattliches Gebäude auf annähernd quadratischem Grundriss mit halbrundem Erkervorbau mit Turmhaube sowie seitlichen verglasten Veranden, architekturhistorische und straßenbildprägende Bedeutung | 09213168 |
|                                         | Mietvilla mit Einfriedung | Österreicher Straße 16 (Karte)                                                                    | um 1900 (Mietvilla) | zweigeschossiger Klinkerbau mit ausgebautem Mansarddach, abgeschrägter Ecke mit Turmaufsatz und seitlichen Risaliten mit geschweiften Giebeln, hölzernen Veranden und Sandsteinzierrat, architekturhistorisch und straßenbildprägend von Wert | 09213170 |
|                                         | Villa Hedwig | Österreicher Straße 18 (Karte)                                                                    | bezeichnet 1895 (Villa) | Villa mit Einfriedung; neben der Villa Goetheallee 55 wohl der einzige Bau des späten 19. Jahrhunderts in Dresden mit aufwändiger Fassadenmalerei (weiteres Beispiel Neugasse 19 in Meißen), singulär, darüber hinaus baugeschichtlich und künstlerisch bedeutsam. | 09213171 |
|                                         | Mietshaus in offener Bebauung und Ecklage | Österreicher Straße 19 (Karte)                                                                    | bezeichnet 1896 (Wetterfahne) | repräsentativer Baukörper mit Eckturm (mit Dachhaube) und gleichmäßiger Fassadengliederung, Erdgeschoss- und Eckturmrustizierung, geprägt von horizontalen Gesimsen und akzentuierenden Balkonen sowie rundbogigen Fensteröffnungen im 2. Obergeschoss, architekturhistorische und ortsbildprägende Bedeutung | 09213163 |
|                                         | Mietshaus in geschlossener Bebauung | Österreicher Straße 23 (Karte)                                                                    | um 1912 (Mietshaus) | zweigeschossiger Bau mit hohem Zwerchdach, Erdgeschossladen, Erker mit Zierfachwerk und seitlichem Balkon, baugeschichtlicher und straßenbildprägender Wert | 09213191 |
|                                         | Mietshaus in geschlossener Bebauung | Österreicher Straße 25 (Karte)                                                                    | um 1912 (Mietshaus) | entstehungszeitlich typischer, zweigeschossiger Bau mit unregelmäßiger Fassadengliederung durch risalitähnlich vorgezogene Seitenachse mit Zierfachwerk und Erdgeschossladen, baugeschichtlich und straßenbildprägend von Wert | 09213192 |
|                                         | Mietshaus in geschlossener Bebauung | Österreicher Straße 27 (Karte)                                                                    | um 1912 (Mietshaus) | zweigeschossiger Bau mit unregelmäßiger Fassade, mit Erdgeschossladen, Erker, Balkon, großen gedrückt spitzbogigen Schaufenstern sowie Sandsteinzierelementen, baugeschichtlich und straßenbildprägend von Wert | 09213193 |
|                                         | Mietshaus mit Einfriedung in offener Bebauung | Österreicher Straße 28 (Karte)                                                                    | um 1912 (Mietshaus) | dreigeschossiger massiver Putzbau mit straßenseitiger Betonung der beiden Seitenachsen durch polygonale Vorbauten mit rustizierten Sockeln und farbiger Bleiverglasung, im 3. Obergeschoss sparsames Zierfachwerk, baugeschichtlich von Interesse | 09213173 |
|                                         | Mietshaus in geschlossener Bebauung | Österreicher Straße 29 (Karte)                                                                    | um 1912 (Mietshaus) | stattlicher zweigeschossiger Baukörper mit ausgebautem Zwerchdach, mit Erkern, Dacherkern und rundbogigen Schaufenstern im Erdgeschoss, baugeschichtlich und straßenbildprägend von Bedeutung | 09213194 |
|                                         | Mietshaus in halboffener Bebauung | Österreicher Straße 35 (Karte)                                                                    | um 1900 (Mietshaus) | breitgelagerter dreigeschossiger Baukörper mit Satteldach und Klinkerfassade, Mittelerker (Sandstein) und Schweifgiebel sowie seitlichen Balkonen und Erdgeschossladen, baugeschichtlicher Wert | 09213138 |
|                                         | Rathaus Laubegast (ehem.) | Österreicher Straße 37 (Karte)                                                                    | um 1860 (Rathaus) | Ehemaliges Rathaus; heute als Wohn- und Geschäftshaus genutzt, früher historistischer Bau, Eingangsachse betont durch Zwerchhaus und Bedachung über dem Eingang, baugeschichtlich und ortsgeschichtlich bedeutend | 09218316 |
|                                         | Herrenhaus (sog.) | Österreicher Straße 39 (Karte)                                                                    | um 1843 (Stadtgut) | Herrenhaus; repräsentatives, ehemals dreiflügeliges Anwesen der Familie Wolf (Zwirnwölfe), im Stil der Tudorgotik errichtet, südlicher Flügel Kopie (kein Kulturdenkmal), baugeschichtlich, ortsgeschichtlich und personengeschichtlich bedeutend (siehe auch Altlaubegast 5) | 09218317 |
|                                         | Mietvilla | Österreicher Straße 44 (Karte)                                                                    | um 1896 (Mietvilla) | weitgehend authentisch erhaltenes und ausgewogen gestaltetes zweigeschossiges Gebäude mit ausgebautem Mansarddach und seitlichem Turm, symmetrische Fassade mit Dreiecksgiebel, vertikalen kannelierten Pilastern, seitlichen Balkonen und Erdgeschossläden, baugeschichtlicher und straßenbildprägender Wert | 09213124 |
|                                         | Alte Schule Laubegast | Österreicher Straße 46 (Karte)                                                                    | 1836 (Schule) | Schulgebäude; breitgelagerter zweigeschossiger Baukörper mit flachem Walmdach und geputzter Rustizierung der Gebäudekanten, eine der älteren Schulen auf dem heutigen Stadtgebiet von Dresden, bemerkenswerte, frühhistoristische Fassadengestaltung, auffällig die »Tudorbögen« im Obergeschoss, baugeschichtliche und ortsgeschichtliche Bedeutung | 09213176 |
|                                         | Villa mit Teilen der Einfriedung | Österreicher Straße 50 (Karte)                                                                    | bezeichnet 1897 (Villa) | zweigeschossiger Klinkerbau mit flachem Walmdach mit Dacherkern, hochgezogenem Mittelrisalit und seitlichen Balkonen, Konsoltraufgesims, Putzlisenen und verschiedenen Fensterausführungen, weitgehend authentisch erhalten, baugeschichtliche und ortsbildprägende Bedeutung | 09213181 |
|                                         | Doppelmietshaus in offener Bebauung mit Einfriedung und seitlicher Pforte                                                                          | Österreicher Straße 65 (Karte)                                                                    | um 1910 (Doppelmietshaus) | Doppelmietshaus (Österreicher Straße 65 und Rudolf-Zwintscher-Straße 2) in offener Bebauung mit Einfriedung und seitlicher Pforte; zweigeschossiger massiver Baukörper mit Mansardwalmdach, hohen straßenseitigen Dreiecksgiebeln, Balkonen und Läden, überwiegend authentisch erhaltenes äußeres Erscheinungsbild, von baugeschichtlicher und straßenbildprägender Bedeutung. | 09218318 |
|                                         | Gasthof Zum Goldenen Anker; später Chemische Fabrik Hendel & Benkert (ehem.)                                                                       | Österreicher Straße 67 (Karte)                                                                    | 1896 (Gasthof), 1920er Jahre (Saal) | Gasthofgebäude mit rückwärtigem Saal; markanter historisierender Bau mit reicher Fassadengestaltung und hervorgehobenen Portalen, gravierende Umnutzung, der Saal später Fabrikgebäude, trotzdem gesamte Anlage baugeschichtlich und ortsgeschichtlich bedeutend. | 09213139 |
|                                         | Mauer und Toranlagen | Österreicher Straße 77; 79; 81; 83; 85 (Karte)                                                    | 1874 (Einfriedung) | monumentales und qualitätvolles Beispiel des damaligen Mauerwerksbaus, wichtiger erhaltener Teil der bedeutsamen Hartmannschen Villa, baugeschichtlich und ortsgeschichtlich bedeutend (siehe Laubegaster Ufer 33/34). | 09218553 |
| Weitere Bilder                          | Melli-Beese-Haus | Österreicher Straße 84 (Karte)                                                                    | vor 1886 (Landhaus) | Landhaus mit Einfriedung einschließlich Gedenktafel und Laube; Geburtshaus von Melli Beese, im Schweizerstil, baugeschichtlich von Bedeutung sowie ortsgeschichtlicher und personengeschichtlicher Wert seit 1986 mit Gedenktafel für Beese | 09213140 |
|                                         | Mietvilla mit Einfriedung | Österreicher Straße 86 (Karte)                                                                    | um 1900 (Mietvilla) | repräsentativer Baukörper mit Eckerker und seitlichen Balkonen, Natursteinsockel und Zierfachwerk im Dachgeschoss, baugeschichtliche und straßenbildprägende Bedeutung | 09218319 |
| Weitere Bilder                          | Schiffswerft Laubegast | Österreicher Straße 95 (Karte)                                                                    | 1897–1898 (Fabrikgebäude), 1940 (Tischlereianbau), 1897–1898 (Kessel- und Maschinenhaus), bezeichnet 1898 (Verwaltungsgebäude), 1927 (Slipanlage) | Schiffbauhalle/Werkstattgebäude mit Tischlereianbau, Kessel- und Maschinenhaus sowie Schornstein, dazu Krananlage der mechanischen Werkstatt, Schmiedewerkstatt mit Feuerplätzen, Werkstatteinrichtung, Schablonen und Werkzeugen sowie Lufthammer und Schermaschine, Magazingebäude sowie Slipanlage mit zentralem Steuerhaus, Windenanlagen, Gleisen und Slipwagen; industriegeschichtlich und technikgeschichtlich bedeutendes Ensemble, aufgrund der ungebrochenen Nutzung als Schiffswerft von großer Authentizität, zudem ortsbildprägend für Laubegast.                        | 09218320 |
|                                         | Mietshaus mit Einfriedung in Ecklage und offener Bebauung                                                                                          | Rudolf-Zwintscher-Straße 1 (Karte)                                                                | um 1900 (Mietshaus) | weitgehend authentisch erhaltenes Klinkergebäude mit Eckturmhaube, Eckladen und Eckbalkon sowie horizontalen Gliederungselementen, baugeschichtlicher und straßenbildprägender Wert | 09218323 |
|                                         | Doppelmietshaus in offener Bebauung mit Einfriedung und seitlicher Pforte                                                                          | Rudolf-Zwintscher-Straße 2 (Karte)                                                                | um 1910 (Doppelmietshaus) | Doppelmietshaus (Österreicher Straße 65 und Rudolf-Zwintscher-Straße 2) in offener Bebauung mit Einfriedung und seitlicher Pforte; zweigeschossiger massiver Baukörper mit Mansardwalmdach, hohen straßenseitigen Dreiecksgiebeln, Balkonen und Läden, überwiegend authentisch erhaltenes äußeres Erscheinungsbild, von baugeschichtlicher und straßenbildprägender Bedeutung | 09218318 |
|                                         | Mietvilla mit Einfriedung | Rudolf-Zwintscher-Straße 3 (Karte)                                                                | um 1900 (Mietvilla) | schlichter zweigeschossiger Putzbau mit ausgebautem Mansarddach und Eckbalkonen, baugeschichtlicher und ortsbildprägender Wert | 09213118 |
|                                         | Mietvilla mit Einfriedungsstützmauer | Rudolf-Zwintscher-Straße 4 (Karte)                                                                | um 1910 (Mietvilla) | repräsentativer zweigeschossiger Bau mit Mansardwalmdach, horizontalen Putzgliederungen und akzentuierender Ornamentik, baugeschichtliche Bedeutung | 09213116 |
|                                         | Mietvilla mit Einfriedungsstützmauer | Rudolf-Zwintscher-Straße 6 (Karte)                                                                | um 1910 (Mietvilla) | repräsentativer Bau, weitgehend bauzeitlich erhalten hinsichtlich Kubatur, Proportionen, Gliederungselementen und gestalterischen Details (Farbglasfenster im Treppenhaus), baugeschichtlich und ortsbildprägend von Bedeutung | 09213117 |
|                                         | Ehem. Herrenhaus mit Anbau, Atelierhaus und Seitengebäude                                                                                          | Rudolf-Zwintscher-Straße 8 (Karte)                                                                | 18. Jh (Herrenhaus) | Herrenhaus (Laubegaster Ufer 25) mit Anbau, Atelierhaus, Seitengebäude (Rudolf-Zwintscher-Straße 8) und Torpfeilern stattliche Anlage aus mehreren Gebäuden mit weitgehend authentischem äußeren Erscheinungsbild, von baugeschichtlichem und ortsbildprägendem Wert. | 09213119 |
|                                         | Villa mit Einfriedung | Salzburger Straße 1 (Karte)                                                                       | um 1890 (Villa) | charakteristischer und historistischer Wohnbau der vor 1900 in Dresden vorherrschenden Semper-Nicolai-Schule mit klarem Aufbau der Fassaden, aber auch belebt von hohem Giebel, welcher der deutschen Renaissance nachempfunden wurde, Ausstattung im Inneren darunter Ausmalung (als Dekorationsmalerei), baugeschichtlich und künstlerisch bedeutend | 09213169 |
|                                         | Wohnhaus mit Einfriedungsmauer | Salzburger Straße 17 (Karte)                                                                      | um 1925 (Wohnhaus) | für alleinstehende Frauen errichtet, gesamte Anlage aus zwei gleich gestalteten Gebäuden, Einfriedung von Heckenumrahmung belebt (siehe auch Salzburger Straße 19), baugeschichtliche, ortsgeschichtliche und sozialgeschichtliche Bedeutung | 09213185 |
|                                         | Wohnhaus mit Einfriedungsmauer | Salzburger Straße 19 (Karte)                                                                      | um 1925 (Wohnhaus) | für alleinstehende Frauen errichtet, gesamte Anlage aus zwei gleich gestalteten Gebäuden, Einfriedung von Heckenumrahmung belebt (siehe auch Salzburger Straße 17), baugeschichtliche, ortsgeschichtliche und sozialgeschichtliche Bedeutung | 09213186 |
|                                         | Einfamilienhaus mit Garten | Salzburger Straße 41 (Karte)                                                                      | um 1910 (Einfamilienwohnhaus) | eingeschossiger Baukörper mit Zollingerdach (in Form eines gestauchten Kielbogens), umlaufendem Sockel, Erker, Terrasse, Stuckzierrat und Fensterläden, charakteristischer Bau seiner Zeit im Heimatstil, baugeschichtlicher Wert | 09218324 |
|                                         | Mietshaus in offener Bebauung und Ecklage, mit Einfriedung                                                                                         | Schoberstraße 1 (Karte)                                                                           | A. 20. Jh. (Mietshaus) | repräsentativer Baukörper mit Eckturm, Zierfachwerk und verschiedenen Fensterausbildungen als Akzentuierungen der Fassade, Erdgeschoss mit neueren Ladenfronten, baugeschichtlicher und straßenbildprägender Wert | 09213182 |
|                                         | Mietshaus mit Einfriedung in Ecklage und offener Bebauung                                                                                          | Schoberstraße 4 (Karte)                                                                           | um 1900 (Mietshaus) | aufwändig gestalteter Baukörper mit Eckbalkonen, geschweiften Giebelaufsätzen, Fensterbedachungen und horizontalen Gliederungen, baugeschichtliche und straßenbildprägende Bedeutung | 09213149 |
|                                         | Mietvilla mit Einfriedung | Schoberstraße 8 (Karte)                                                                           | um 1910 (Mietvilla) | repräsentativer Baukörper mit betonter, symmetrisch angelegter Straßenfassade mit hochgezogenem Mittelrisalit, baugeschichtlicher und ortsbildprägender Wert | 09213150 |
|                                         | Mietshaus mit Einfriedung in offener Bebauung | Schoberstraße 25 (Karte)                                                                          | um 1900 (Mietshaus) | stattlicher dreigeschossiger Klinker-Baukörper mit Eckturmhaube, hohem Traufgesims und horizontalen Gliederungen, baugeschichtlich und straßenbildprägend von Bedeutung | 09213151 |
|                                         | Villa mit Einfriedung | Steirische Straße 33 (Karte)                                                                      | um 1910 (Villa) | im Sinne des Heimatstils errichteter Baukörper mit Zierfachwerk, Balkonen und Fensterläden, baugeschichtlicher Wert | 09218325 |
|                                         | Einzeldenkmal der Sachgesamtheit Kleinwohnungskolonie Laubegast: Häuserzeile (Einzeldenkmal zu ID-Nr. 09305855)                                    | Steirische Straße 35; 37; 39; 41; 43; 45; 47; 49; 51; 53; 55; 57; 59 (Karte)                      | 1924–1925 (Häuserzeile) | Teil einer Siedlung des ehem. Bau- und Sparvereins, als charakteristisches Beispiel des Kleinwohnungs- und Siedlungsbaus um 1925 sowie als Teil einer Siedlungsanlage, wie sie während der Weimarer Republik und danach zahlreich an den Rändern der Stadt und in den Vororten entstanden, baugeschichtlich, sozialgeschichtlich und stadtentwicklungsgeschichtlich bedeutend | 09213201 |
| Weitere Bilder                          | Villa | Sudetenstraße 6 (Karte)                                                                           | um 1880 (Villa) | im Landhausstil, baugeschichtlich von Bedeutung | 09213167 |
|                                         | Villa mit Gartenlaube | Sudetenstraße 16 (Karte)                                                                          | um 1905 (Villa) | vergleichsweise schlichter Baukörper im Landhausstil mit hohem Mansarddach mit Schopf und Erker mit Zierfachwerk, baugeschichtliche Bedeutung | 09213164 |
|                                         | Einzeldenkmal der Sachgesamtheit Kleinwohnungskolonie Laubegast: Häuserzeile (Einzeldenkmal zu ID-Nr. 09305855)                                    | Tauernstraße 1; 3; 5; 7 (Karte)                                                                   | 1927 (Häuserzeile) | Teil einer Siedlung des ehem. Bau- und Sparvereins, als charakteristisches Beispiel des Kleinwohnungs- und Siedlungsbaus um 1925 sowie als Teil einer Siedlungsanlage, wie sie während der Weimarer Republik und danach zahlreich an den Rändern der Stadt und in den Vororten entstanden, baugeschichtlich, sozialgeschichtlich und stadtentwicklungsgeschichtlich bedeutend | 09213202 |
|                                         | Einzeldenkmal der Sachgesamtheit Kleinwohnungskolonie Laubegast: Häuserzeile (Einzeldenkmal zu ID-Nr. 09305855)                                    | Tauernstraße 9; 11; 13; 15 (Karte)                                                                | 1926 (Häuserzeile) | Teil einer Siedlung des ehem. Bau- und Sparvereins, als charakteristisches Beispiel des Kleinwohnungs- und Siedlungsbaus um 1925 sowie als Teil einer Siedlungsanlage, wie sie während der Weimarer Republik und danach zahlreich an den Rändern der Stadt und in den Vororten entstanden, baugeschichtlich, sozialgeschichtlich und stadtentwicklungsgeschichtlich bedeutend | 09218326 |
|                                         | Einzeldenkmal der Sachgesamtheit Kleinwohnungskolonie Laubegast: Reihenhausgruppe (Einzeldenkmal zu ID-Nr. 09305855)                               | Tauernstraße 17; 19; 21; 23; 25; 27; 29 (Karte)                                                   | 1925 (Häuserzeile) | Teil einer Siedlung des ehem. Bau- und Sparvereins, als charakteristisches Beispiel des Kleinwohnungs- und Siedlungsbaus um 1925 sowie als Teil einer Siedlungsanlage, wie sie während der Weimarer Republik und danach zahlreich an den Rändern der Stadt und in den Vororten entstanden, baugeschichtlich, sozialgeschichtlich und stadtentwicklungsgeschichtlich bedeutend | 09218327 |
| Weitere Bilder                          | Villa mit Einfriedung | Tauernstraße 28 (Karte)                                                                           | 1908–1909 (Villa) | repräsentativer zweigeschossiger Baukörper mit asymmetrischer Fassadenausbildung, von Hugo Kaul im Klassizismus und Jugendstil erbaut, aufwändigem Eingangsbereich und verschiedenen Fensterformaten, baugeschichtlicher und straßenbildprägender Wert. | 09218328 |
|                                         | Mietshaus in offener Bebauung | Tauernstraße 30 (Karte)                                                                           | um 1895 (Mietshaus) | ursprünglich mit Gaststätte im Hochparterre, dreigeschossiger Baukörper mit ausgewogener Fassadenausbildung und abgeschrägter Ecke mit Balkonen, baugeschichtlicher und städtebaulicher Wert | 09213183 |
|                                         | Einzeldenkmal der Sachgesamtheit Villacher Siedlung: Wohnhaus (Einzeldenkmal zu ID-Nr. 09305740)                                                   | Tauernstraße 51 (Karte)                                                                           | 1926–1928 (Mehrfamilienwohnhaus) | von der Siedlungsgesellschaft Dresden Stadt und Land G.m.b.H. errichtet, als Teil einer der bemerkenswertesten Dresdner Siedlungen aus der Zeit um 1920 und markantes architektonisches Zeugnis seiner Zeit, baugeschichtlich, künstlerisch und städtebaulich bedeutend | 09213161 |
|                                         | Einzeldenkmal der Sachgesamtheit Villacher Siedlung: Häuserzeile (Einzeldenkmal zu ID-Nr. 09305740)                                                | Tauernstraße 53; 55; 57; 59 (Karte)                                                               | 1926–1928 (Mehrfamilienwohnhaus) | von der Siedlungsgesellschaft Dresden Stadt und Land G.m.b.H. errichtet, als Teil einer der bemerkenswertesten Dresdner Siedlungen aus der Zeit um 1920 und markantes architektonisches Zeugnis seiner Zeit, baugeschichtlich, künstlerisch und städtebaulich bedeutend | 09218329 |
|                                         | Einzeldenkmal der Sachgesamtheit Villacher Siedlung: Wohnhaus (Einzeldenkmal zu ID-Nr. 09305740)                                                   | Tauernstraße 61 (Karte)                                                                           | 1926–1928 (Mehrfamilienwohnhaus) | von der Siedlungsgesellschaft Dresden Stadt und Land G.m.b.H. errichtet, als Teil einer der bemerkenswertesten Dresdner Siedlungen aus der Zeit um 1920 und markantes architektonisches Zeugnis seiner Zeit, baugeschichtlich, künstlerisch und städtebaulich bedeutend | 09218330 |
|                                         | Mietshaus mit Einfriedung in offener Bebauung und Ecklage                                                                                          | Troppauer Straße 26 (Karte)                                                                       | um 1900 (Mietshaus) | weitgehend authentisch erhaltener Klinkerbau mit abgeschrägter Ecke mit Balkonen, von baugeschichtlichem und straßenbildprägendem Wert | 09213174 |
|                                         | Einzeldenkmal der Sachgesamtheit Kleinwohnungskolonie Laubegast: Häuserzeile (Einzeldenkmal zu ID-Nr. 09305855)                                    | Troppauer Straße 29; 31; 33; 35 (Karte)                                                           | 1927 (Häuserzeile) | Teil einer Siedlung des ehem. Bau- und Sparvereins, als charakteristisches Beispiel des Kleinwohnungs- und Siedlungsbaus um 1925 sowie als Teil einer Siedlungsanlage, wie sie während der Weimarer Republik und danach zahlreich an den Rändern der Stadt und in den Vororten entstanden, baugeschichtlich, sozialgeschichtlich und stadtentwicklungsgeschichtlich bedeutend | 09213203 |
|                                         | Einzeldenkmal der Sachgesamtheit Kleinwohnungskolonie Laubegast: Häuserzeile (Einzeldenkmal zu ID-Nr. 09305855)                                    | Troppauer Straße 30; 32; 34; 36; 38; 40 (Karte)                                                   | 1927 (Häuserzeile) | Teil einer Siedlung des ehem. Bau- und Sparvereins, als charakteristisches Beispiel des Kleinwohnungs- und Siedlungsbaus um 1925 sowie als Teil einer Siedlungsanlage, wie sie während der Weimarer Republik und danach zahlreich an den Rändern der Stadt und in den Vororten entstanden, baugeschichtlich, sozialgeschichtlich und stadtentwicklungsgeschichtlich bedeutend | 09218333 |
|                                         | Einzeldenkmal der Sachgesamtheit Kleinwohnungskolonie Laubegast: Reihenhausgruppe (Einzeldenkmal zu ID-Nr. 09305855)                               | Troppauer Straße 37; 39; 41; 43; 45; 47; 49; 51 (Karte)                                           | 1927 (Häuserzeile) | Teil einer Siedlung des ehem. Bau- und Sparvereins, als charakteristisches Beispiel des Kleinwohnungs- und Siedlungsbaus um 1925 sowie als Teil einer Siedlungsanlage, wie sie während der Weimarer Republik und danach zahlreich an den Rändern der Stadt und in den Vororten entstanden, baugeschichtlich, sozialgeschichtlich und stadtentwicklungsgeschichtlich bedeutend | 09218331 |
|                                         | Einzeldenkmal der Sachgesamtheit Kleinwohnungskolonie Laubegast: Häuserzeile (Einzeldenkmal zu ID-Nr. 09305855)                                    | Troppauer Straße 53; 55; 57; 59 (Karte)                                                           | 1927 (Häuserzeile) | Teil einer Siedlung des ehem. Bau- und Sparvereins, als charakteristisches Beispiel des Kleinwohnungs- und Siedlungsbaus um 1925 sowie als Teil einer Siedlungsanlage, wie sie während der Weimarer Republik und danach zahlreich an den Rändern der Stadt und in den Vororten entstanden, baugeschichtlich, sozialgeschichtlich und stadtentwicklungsgeschichtlich bedeutend | 09218332 |
|                                         | Einzeldenkmal der Sachgesamtheit Villacher Siedlung: Häuserzeile (Einzeldenkmal zu ID-Nr. 09305740)                                                | Villacher Straße 61; 63; 65 (Karte)                                                               | 1926–1928 (Mehrfamilienwohnhaus) | von der Siedlungsgesellschaft Dresden Stadt und Land G.m.b.H. errichtet, als Teil einer der bemerkenswertesten Dresdner Siedlungen aus der Zeit um 1920 und markantes architektonisches Zeugnis seiner Zeit, baugeschichtlich, künstlerisch und städtebaulich bedeutend | 09213158 |
|                                         | Einzeldenkmal der Sachgesamtheit Villacher Siedlung: Häuserzeile (Einzeldenkmal zu ID-Nr. 09305740)                                                | Villacher Straße 62; 64; 66; 68 (Karte)                                                           | 1926–1928 (Mehrfamilienwohnhaus) | von der Siedlungsgesellschaft Dresden Stadt und Land G.m.b.H. errichtet, als Teil einer der bemerkenswertesten Dresdner Siedlungen aus der Zeit um 1920 und markantes architektonisches Zeugnis seiner Zeit, baugeschichtlich, künstlerisch und städtebaulich bedeutend | 09218336 |
|                                         | Einzeldenkmal der Sachgesamtheit Villacher Siedlung: Häuserzeile (Einzeldenkmal zu ID-Nr. 09305740)                                                | Villacher Straße 67; 69; 71 (Karte)                                                               | 1926–1928 (Mehrfamilienwohnhaus) | von der Siedlungsgesellschaft Dresden Stadt und Land G.m.b.H. errichtet, als Teil einer der bemerkenswertesten Dresdner Siedlungen aus der Zeit um 1920 und markantes architektonisches Zeugnis seiner Zeit, baugeschichtlich, künstlerisch und städtebaulich bedeutend | 09218334 |
|                                         | Einzeldenkmal der Sachgesamtheit Villacher Siedlung: Häuserzeile (Einzeldenkmal zu ID-Nr. 09305740)                                                | Villacher Straße 70; 72; 74; 76 (Karte)                                                           | 1926–1928 (Mehrfamilienwohnhaus) | von der Siedlungsgesellschaft Dresden Stadt und Land G.m.b.H. errichtet, als Teil einer der bemerkenswertesten Dresdner Siedlungen aus der Zeit um 1920 und markantes architektonisches Zeugnis seiner Zeit, baugeschichtlich, künstlerisch und städtebaulich bedeutend | 09218337 |
|                                         | Einzeldenkmal der Sachgesamtheit Villacher Siedlung: Wohnhaus (Einzeldenkmal zu ID-Nr. 09305740)                                                   | Villacher Straße 73; 75 (Karte)                                                                   | 1926–1928 (Doppelwohnhaus) | von der Siedlungsgesellschaft Dresden Stadt und Land G.m.b.H. errichtet, als Teil einer der bemerkenswertesten Dresdner Siedlungen aus der Zeit um 1920 und markantes architektonisches Zeugnis seiner Zeit, baugeschichtlich, künstlerisch und städtebaulich bedeutend | 09218335 |
|                                         | Einzeldenkmal der Sachgesamtheit Villacher Siedlung: Doppelwohnhaus (Einzeldenkmal zu ID-Nr. 09305740)                                             | Villacher Straße 78; 80 (Karte)                                                                   | 1926–1928 (Doppelwohnhaus) | von der Siedlungsgesellschaft Dresden Stadt und Land G.m.b.H. errichtet, als Teil einer der bemerkenswertesten Dresdner Siedlungen aus der Zeit um 1920 und markantes architektonisches Zeugnis seiner Zeit, baugeschichtlich, künstlerisch und städtebaulich bedeutend | 09218338 |
|                                         | Mietvilla mit Einfriedung und rückwärtigem Nebengebäude                                                                                            | Zur Bleiche 3; 3a (Karte)                                                                         | um 1895 (Mietvilla) | charakteristischer historisierender Bau der Gründerzeit, weitestgehend ursprünglich erhalten, mit betont hervortretendem Mittelrisalit und kräftiger Fassadengliederung, spätes Beispiel der Semper-Nicolai-Schule in und um Dresden, baugeschichtlich bedeutend | 09301768 |
|                                         | Wohnhaus | Zur Bleiche 5 (Karte)                                                                             | um 1895 (Wohnhaus) | weitgehend ursprünglich erhaltener Gründerzeitbau, Sterbehaus des bedeutenden Fotografen Hermann Krone, baugeschichtlich und personengeschichtlich von Bedeutung, später Wohnsitz von Rudolf Zwintscher, der hier zur Zeit des Dritten Reichs ein jüdisches Ehepaar versteckt hielt. | 09218339 |

## Ehemalige Kulturdenkmale
| Bild | Bezeichnung | Lage                   | Datierung | Beschreibung | ID |
| ---- | ----------- | ---------------------- | --------- | ------------ | -- |
|      | Wohnhaus    | Altlaubegast 7 (Karte) |           |              |    |
|      | Wohnhaus    | Altlaubegast 9 (Karte) |           |              |    |

## Ausführliche Denkmaltexte
1. ↑  
Ehemals Fährgut und Wohnsitz der Fährmannsfamilie Hesse, später u. a. Schnapsbrennerei, heute Gaststätte mit Biergarten, 2002 Nebengebäude durch Elbehochwasser zerstört und durch Gästehaus in ähnlicher Bauweise ersetzt.
2. ↑  
Sachgesamtheit Villacher Siedlung mit folgenden Einzeldenkmalen: den Häuserzeilen Gmünder Straße 1–7 (ID-Nr. 09213160), Gmünder Straße 2–8 (ID-Nr. 09218298), Großglocknerstraße 1–5 (ID-Nr. 09218299), Großglocknerstraße 7–13 (ID-Nr. 09218300), dem Wohnhaus Großglocknerstraße 15 (ID-Nr. 09218301), den Doppelhäusern Krainer Straße 1/3 (ID-Nr. 09213159), Krainer Straße 2/4 (ID-Nr. 09218310), der Häuserzeile Krainer Straße 5–17 (ID-Nr. 09218308), den Doppelhäusern Krainer Straße 6/8 (ID-Nr. 09218311), Krainer Straße 19/21 (ID-Nr. 09218309), dem Wohnhaus Tauernstraße 51 (ID-Nr. 09213161), der Häuserzeile Tauernstraße 53–59 (ID-Nr. 09218329), dem Wohnhaus Tauernstraße 61 (ID-Nr. 09218330), den Häuserzeilen Villacher Straße 61–65 (ID-Nr. 09213158), Villacher Straße 67–71 (ID-Nr. 09218334), Villacher Straße 70–76 (ID-Nr. 09218337), den Doppelhäusern Villacher Straße 73/75 (ID-Nr. 09218335) und Villacher Straße 78/80 (ID-Nr. 09218338) sowie den Außenanlagen vor und hinter den Baulichkeiten als Sachgesamtheitsteilen; von der Siedlungsgesellschaft Dresden Stadt und Land G.m.b.H. errichtete Anlage aus insgesamt 19 Baukörpern (Häuserzeilen bzw. Wohnblocks sowie Doppel- und Einzelhäusern) und der Grüngestaltung mit heckengesäumten Vorgärten sowie rückwärtigen Kleingartenanlagen, unverwechselbarer Grundriss mit kreuzförmiger Gruppierung im Zentrum, darum im Viereck angeordnete, straßenbegleitende Häuserzeilen, die Bauten traditionell gestaltet, durch Mansardwalm- und Walmdächer abgeschlossen, in den Straßenfluchten zumeist aufwendigere Torbauten, Akzentsetzung durch zurückhaltend eingesetzten Bauschmuck, darunter versachlichte, an Erlwein erinnernde Formen, expressionistische Motive, Plastiken und Vasen, Anlage gehört zu den architekturgeschichtlich, baukünstlerisch und städtebaulich bedeutsamsten Siedlungen der Stadt, in ihrer Form zudem singulär.
3. ↑  
Sachgesamtheit Wohnanlage Kirchplatz, mit folgenden Einzeldenkmalen: Kirchplatz 1/3/5/7/9/11/13/15 (ID-Nr. 09213109) und Hermann-Seidel-Straße 17 (ID-Nr. 09213109), Kirchplatz 2/4/6 (ID-Nr. 09218306) und Hermann-Seidel-Straße 16 (ID-Nr. 09218306), Kirchplatz 8/10/12 (ID-Nr. 09218307) und Hermann-Seidel-Straße 18 (ID-Nr. 09218307); Wohnanlage der ehem. GAGFAH (Gemeinnützige AG für Angestellten-Heimstätten), Ringanlage mit insgesamt drei bogenförmigen Wohnblöcken / konkaven Häuserzeilen, Platzgestaltung und zentralem Kriegerdenkmal am Kirchplatz, Bauten traditionell bis expressionistisch, mit Zierklinkern im Erdgeschoss und als Umrahmungen der durchgehenden Treppenhausfenster, Ecken durch höhere Baukörper betont, ein Torhaus, gestalterisch und städtebaulich unverwechselbar, Anlage von baugeschichtlicher, städtebaulicher und wohl auch künstlerischer Bedeutung.
4. ↑  
Villa Marienhof, für Kunst- und Handelsgärtner Ernst Heinrich Lehmann erbaut, nach 1945 enteignet und fortan als Mietshaus der Kommunalen Wohnungsverwaltung zugehörig, 2009 Sanierung und Umbau zu Eigentumswohnungen.
5. ↑  
Sachgesamtheit Kleinwohnungskolonie Laubegast mit folgenden Einzeldenkmalen: den Reihenhäusern Kärtner Weg 1/3/5/7/9/11(ID-Nr. 09213199), Kärntner Weg 2/4/6/8/10/12 (ID-Nr. 09218305), den Häuserzeilen Kärtner Weg 13/15/17/19/21/23 (ID-Nr. 09218303), Kärtner Weg 14/16/18/20/22/24 (ID-Nr. 09218304), Steirische Straße 35/37/39/41/43/45/47/49/51/53/57/59 (ID-Nr. 09213201), Tauernstraße 1/3/5/7 (ID-Nr. 09213202), Tauernstraße 9/11/13/15 (ID-Nr. 09218326), Tauernstraße 17/19/21/23/25/27/29/31/33/35 (ID-Nr. 09218327), Troppauer Straße 30/32/34/38/40 (ID-Nr. 09218333), Troppauer Straße 29/31/35/33 (ID-Nr. 09213203), Troppauer Straße 37/39/41/43/45/47/49/51 (ID-Nr. 09218331) und Troppauer Straße 53/55/57/59 (ID-Nr. 09218332), dazu die Außenanlagen als Sachgesamtheitsteile; Siedlung des ehemaligen Bau- und Sparvereins aus straßenbegleitenden Reihenhäusern und Häuserzeilen, eingezäunten Vorgärten und Kleingartenanlagen zwischen den Wohnblöcken, Bauten zumeist traditionell mit Walmdächern, Fledermausgaupen, Weinspalier, Klappläden usw., an Troppauer Straße und Tauernstraße zudem mit expressionistischen Formen wie Treppengiebel, trotz einiger Veränderungen weitgehend ursprünglich erhaltene Siedlung der 1920er Jahre, u. a. vom überregional bekannten Architekten Kurt Bärbig geschaffen (auf Bärbig gehen die architektonisch einzigartige ehemalige Konsumzentrale in der Fabrikstraße und außerhalb Dresdens das gestalterisch qualitätvolle Jugenderholungsheim Ottendorf in der Sächsischen Schweiz zurück), Siedlungsanlage demzufolge vor allem baugeschichtlich und stadtentwicklungsgeschichtlich bedeutend.
6. ↑  
Die 1874 von Hübner und Baron im Stil der Neorenaissance erbaute „Hartmannsche Villa“, Laubegaster Ufer 33, gehört zu den bemerkenswertesten gründerzeitlichen Bauten Dresdens. Die Wohnräume erschließen sich über eine zentrale Halle und ein prächtiges von Kandelabern erleuchtetes Treppenhaus. Von einer Galerie gelangt man zu den einzelnen Zimmern im ersten Obergeschoss. Die reiche Ausstattung besteht unter anderem aus Mosaikfußböden, Marmorverkleidungen, Stuckdekor und Malerei (aus: Müller, Michael: Dekor und Bildmotive in Dresdner Wohnbauten der Gründerzeit. In: Ästhetik und Wissenschaft. Beiträge zur Restaurierung und Denkmalpflege. Arbeitsheft 8. Landesamt für Denkmalpflege Sachsen o. J. [2006], S. 160, bearbeitet).  Die Ausführung fast aller dekorativer Malerarbeiten im zweiten Hoftheater (Semperoper) erfolgten durch Andreas Wilhelm Schaberschul (1830–1903) und seine Firma. Der aus Mähren kommende Schaberschul hat 1853–1859 als Gehilfe bei der Firma Freye gearbeitet. In dieser Zeit war er an Malerarbeiten in der Gemäldegalerie beteiligt. Anfang der 1860er Jahre wurde er sächsischer Staatsbürger. Er gründete in Dresden eine eigene Malerfirma, die auf dekorative Ausmalungen im Stile der Renaissance spezialisiert war. Es ist davon auszugehen, dass die Renaissance-Ornamentik Schaberschuls den Einfluss Sempers bedingte. Außerdem entwarf Andreas Schaberschul Pläne für den Weißen Saal des Berliner Schlosses und für das Johanneum in Dresden. Ihm wird die bemerkenswerte Ausmalung der 1874 errichteten Hartmannschen Villa, Laubegaster Ufer 33 in Dresden-Laubegast zugeschrieben (aus: Sterra, Bernhard, Michael Müller und Eric Stenzel: Die Kunst im Hause – eine Einführung. In: Die Kunst im Hause? Treppenhausausmalungen in Dresdner Wohnhäusern).
7. ↑  
Die Mauer Österreicher Straße 77–85 hat ursprünglich zum Anwesen der Hartmannschen Villa (Laubegaster Ufer 33) gehört. Lediglich der südliche, etwas zurückgesetzte Abschnitt Österreicher Straße 85 hat eine etwas andere Geschichte. Die heutigen Flurstücke 8a (=Laubegaster Ufer 33), 8/2 (=Laubegaster Ufer 34), 8b (=Österreicher Straße 79), 8/1 (Österreicher Straße 81 u. 83), 8/4 (Österreicher Straße 77) sowie die nördliche Hälfte des Flurstücks 7/1 (= Österreicher Straße 85) sind aus dem gemeinsamen Flurstück 8 des Anwesens von Direktor Gustav Hartmann aus Berlin hervorgegangen. Die südliche Hälfte des heutigen Flurstücks 7/1 (urspr. 7a) hat Gustav Hartmann am 8. August 1893 für 12000 Mark erworben. Es gibt für das einstige Flurstück 7a Entwürfe zum Bau eines Wasserturms und eines Brunnens, die beide wohl ausgeführt wurden. Möglicherweise ist das letzte, zurückgesetzte Stück der Mauer (stimmt übrigens mit der Breite des einstigen Flurstücks 7a überein) erst nach dem Zukauf durch Gustav Hartmann angefügt worden, während die anderen Mauerabschnitte älter sinda. Es könnte aber auch unabhängig von den anderen Teilen entstanden sein. Auf jeden Fall war 1895 der gesamte Mauerzug Teil der Hartmannschen Besitzung. Die Anlage ist also nicht nur eine monumentales und qualitätvolles Beispiel des damaligen Mauerwerksbaus, sondern auch ein wichtiger erhaltener Teil der Hartmannschen Villa, die unzweifelhaft zu den bedeutsamsten Villenanwesen Dresdens gehört. Die Mauer bildet mit der Hauptsache, der Villa, eine Einheit von Denkmalwert. Zudem macht sie die Ausmaße des einstigen Hartmannschen Anwesens nach der Österreicher Straße auf beeindruckende Weise anschaulich. Sie ist damit das Pendant zur elbseitigen Einfriedung, die durch Hochwasserprellmauern verstärkt wird.
8. ↑  
Schiffswerft Laubegast

Die 1837 gegründete Sächsisch Böhmische Dampfschiffahrtsgesellschaft (SBDG) errichtete 1855 zunächst eine Werft in Dresden-Blasewitz, die als Reparaturstätte und Winterlager für die eigenen Schiffe diente und ab 1858 auch Neubauten (Seitenraddampfer für die Elbschifffahrt) anfertigte. 1896 erwarb die SBDG das Grundstück des Dampfsägewerks Oswald Spalteholz in Laubegast und richtete hier ein neues Werftgelände ein. Zu den vorhandenen und zu Büro-, Sozial- und Lagerräumen umfunktionierten Gebäuden – der Schneidemühle, einem Holzlager, einem Kontorhaus sowie einem Wohnhaus – kamen 1897/98 zwei Neubauten der Architekten Lossow & Viehweger, ein langgestreckter Werkstattbau mit Kraftzentrale sowie ein Magazingebäude hinzu. 1898 wurde schließlich die gesamte Werft-Ausrüstung mitsamt der Helling und den zugehörigen Karussell-Erdwinden von Blasewitz nach Laubegast verlegt und der Werftbetrieb aufgenommen. In der Folgezeit modernisierte sich in der Hauptsache die maschinentechnische Ausstattung der Werft, so kamen für Schmiedearbeiten ab 1907 ein großer Lufthammer und ab 1910 mehrere Presslufthämmer zum Einsatz. Erst 1927 ersetzte man die Helling durch eine neue Slip-Anlage mit zehn Slipwagen, die mit Hilfe von elektrisch angetriebenen Winden auf den zugehörigen Kleinbahnschienen bewegt wurden. Zugleich löste eine 400-PS-Dampflokomobile die zentrale 100-PS-Dampfmaschine ab, so dass der Gruppenantrieb der Werkzeugmaschinen im Werkstattgebäude statt über eine Haupttransmissionswelle nun mittels Kraftstrom und Einzelantrieben erfolgen konnte. 

Bereits 1922 wurden die SDBG und damit auch die Schiffswerft von der Neuen Deutsch-Böhmischen Elbeschiffahrtsgesellschaft (NDBG) übernommen. Am Produktionsprofil änderte sich nichts, die Werft baute weiterhin Schiffe für die Muttergesellschaft, daneben aber auch Frachtkähne, Fähren oder Talsperrenfahrgastschiffe. Ein weiteres wichtiges Betätigungsfeld war der Reparatur- und Wartungsbetrieb. In Zeiten mangelnder Schiffbauaufträge fertigte die Werft zudem in den 1920er Jahren landwirtschaftliche Maschinen und in den 1930er Jahren Anlegerbrücken. Bis 1945 firmierte sie daher unter dem Namen „Schiffswerft und Maschinenfabrik Dresden-Laubegast“. Während des Zweiten Weltkriegs wurden in Laubegast neben zwei Motorschiffen auch mehrere Pionier-Arbeitsboote und später Teile für U-Boot-Druckkörper angefertigt. In dieser Zeit erfuhr lediglich die Tischlerei 1940 einen kleinen Erweiterungsanbau, weitere projektierte Gebäude konnten nicht mehr ausgeführt werden. 
 Nach 1945 erfolgten zunächst auch in Laubegast Demontagen, ab 1948 konnte der Schiffbaubetrieb allerdings wieder beginnen. Als VEB Schiffsreparaturwerft Laubegast betätigte man sich anfangs mit Reparaturarbeiten, ab etwa 1958 konnten auch Schiffsneubauten – darunter überwiegend Fährschiffe, Stoßboote und Motorkähne – ausgeführt werden. 1961 erhielt die Slip-Anlage daher modernere Slipwagen mit elektrohydraulischer Hubvorrichtung. Auch nach der Privatisierung im Jahr 1991 führte die Werft bis zu ihrer Stilllegung im April 2013 die Reparatur- und Wartungsarbeiten an den Dampfern der Sächsischen Dampfschifffahrt durch. 

Mit Ausnahme der Gebäude des ehemaligen Dampfsägewerks Spalteholz, die noch 1995 abgebrochen wurden, liegt somit ein Ensemble vor, dessen wesentliche Funktionsbauten erhalten sind und dadurch ein authentisches Bild einer Schiffswerft um die Jahrhundertwende bis weit in das 20. Jahrhundert hinein vermittelt. Besonders hervorzuheben ist dabei, dass der Betrieb den Standort und die wesentlichen technischen Anlagen bis zur jetzigen Schließung in ungebrochener Tradition genutzt hat und durch die Vielzahl an Neubauten für die SBDG sowie die Reparatur- und Wartungsarbeiten der zugehörigen Elbdampfschiffe unmittelbar mit dem (Fort-)Bestehen der „Weißen Flotte“ im Zusammenhang steht. Als letztes Beispiel eines seit der Mitte des 19. Jahrhunderts die Wirtschaft der Stadt Dresden prägenden Gewerbezweiges besitzen die genannten Gebäude, technischen Anlagen und Ausstattungselemente der Schiffswerft Laubegast eine große Bedeutung für die Industrie- und Technikgeschichte Dresdens und Sachsens. Die markante Fassade der Schiffbauhalle ist zudem für Laubegast als ortsbildprägend anzusehen. heute auf Rekonstruktion historischer Raddampfer spezialisiert.
 
Beschreibung der Bestandteile des Ensembles:
  - Werkstattgebäude, Baujahr 1897/98, Entwurf Lossow & Viehweger: Dreischiffige, etwa 85 Meter lange Halle mit basilikalem Querschnitt, von Südost nach Nordwest in drei wesentliche fertigungstechnische Einheiten unterteilt: mechanische Werkstatt, Stahlschiffbau mit Schmiedewerkstatt und Schiffszimmerei, teils mit Langgalerien in den Seitenschiffen für zusätzliche Werkstätten und Lagerräume. Massivbau mit Stahltragkonstruktion und Massivdecken („System Kleine“), darüber Mansarddach mit weitgehend durchlaufender Firstlaterne und großen liegenden Dachfenstern, getragen von Eisenfachwerkbindern auf zwei Endstützen. Fassade an den Langseiten durch mehrere Blendgiebel sowie durch große Segmentbogenfenster und jeweils zwei darüber liegende, kleinere Segmentbogenfenster geprägt. Mauerflächen über dem Sandsteinsockel verputzt, Fenstergesimse und -bögen aus Klinkermauerwerk. An der südöstlichen Giebelseite bauzeitlicher Anbau des Kessel- und Maschinenhauses mit Schornstein (Sockel aus roten, Schlot aus gelben Ziegeln), an der nordwestlichen Giebelseite Tischlereianbau (massiver Flachbau, gestalterisch an Altbestand angelehnt durch Verwendung großer Segmentbogenfenster) von 1940.
  - Technische Ausstattung im Werkstattgebäude: Krananlage in der mechanischen Werkstatt, Schmiedewerkstatt in der Abteilung Stahlschiffbau mit Feuerplätzen, Werkstatteinrichtung, Schablonen und Werkzeugen sowie dem Lufthammer von 1907 (Bauart Beché mit 100-kg-Bär) und einer Schermaschine (Kurzschermesser, Fabrikat der Carl Röhling Maschinenfabrik Gera, portugiesischsprachige Typenschilder möglicherweise Hinweis auf früheren Einsatzort in Portugal).
  - Magazingebäude, Baujahr 1898, Entwurf Lossow & Viehweger: Massivbau mit flachem Satteldach, Fassadengestaltung und Fensterformen analog zum Werkstattgebäude, Fensterachsen hier allerdings durch Risalite bzw. verdachte Pfeilervorlagen akzentuiert. Im Inneren gusseiserne Stützkonstruktion, preußische Kappendecke über dem Erdgeschoss. Raumaufteilung vor allem im Obergeschoss stark verändert.
  - Slip-Anlage, Baujahr 1927, Entwurf/Ausführung WUMAG Abteilung Schiffswerft Übigau: Zehngleisig (Schmalspur), mit zehn elektrohydraulisch betriebenen Slipwagen (Baujahr vermutlich 1961), werden mit Hilfe elektrisch angetriebener Winden bewegt, zentrale Steuerung von einem Windenhäuschen aus (kleiner Fachwerkbau mit Zeltdach), bis heute betriebsfähig.